# 法国大革命战争
法國大革命戰爭（法語：Guerres de la Révolution française）是1792年至1802年間法國（立憲王國和共和國）與反法同盟爆發的一系列戰爭。主要戰場位於歐洲地區，但也外溢至中東、大西洋、印度洋等地。這場戰爭以法國勝利告終，其併吞萊茵河左岸與皮埃蒙特，控制荷蘭、瑞士與北義大利城邦，拿破崙·波拿巴成為法蘭西第一執政。
大革命以來，法國身陷於內憂外患中，又因皮爾尼茨宣言與周邊國家關係惡化，最終於1792年4月20日對哈布斯堡君主國統治者弗朗茨二世宣戰，大革命戰爭爆發。戰爭初期法軍表現不佳，聯軍掌握戰略優勢，但在瓦爾密戰役後局勢轉變，法軍開始在各個戰線出擊，征服了比利時、萊茵蘭、薩伏依等地區。1793年，法國對荷蘭、英國、西班牙宣戰，但此時局勢再次不利於法國，聯軍奪回失土並入侵法國，迫使法國頒布全民動員法令。此舉再度強化法軍，到1795年年初不僅再次征服比利時，還佔領荷蘭與萊茵河左岸，同年普魯士、荷蘭、西班牙退出戰爭。1796年，三個法國軍團向奧地利本土進攻，拿破崙·波拿巴的義大利軍團成功擊敗敵軍，向維也納進軍迫使奧地利休戰，在1797年10月17日簽訂《坎波福爾米奧條約》。
法國控制西歐與南歐後將目光轉向埃及，在1798年派出部隊征服埃及，試圖掌控地中海並近一步進攻英屬印度。同年，新的反法同盟被組建起來，東歐強權俄羅斯也加入對法戰爭。法軍在戰爭初期征服那不勒斯後，就在各個戰線不斷挫敗，但隨著俄軍在蘇黎世的慘敗與聯軍在荷蘭的失利，法國避免了被入侵的絕境。1799年11月，自埃及歸國的拿破崙發動霧月政變成為第一執政，在隔年6月的馬倫戈戰役取得勝利，重新控制北義大利。同時德意志地區的法軍在12月2日贏得霍恩林登戰役，第二次反法同盟失利。1801年2月9日，法奧雙方簽訂《呂內維爾條約》，拿破崙也開始介入德意志內部事務。1802年3月25日，法國與英國簽訂《亞眠和約》，英國放棄其征服的大部分海外領土，法國大革命戰爭結束。
法國大革命戰爭是18世紀歐洲最致命的軍事衝突，軍人死亡人數100萬，另有未知數目的平民死於饑荒或流感。此戰後，新生的共和法國穩固其內外局勢，但也讓拿破崙·波拿巴上台，日後再次成為君主政體。雙方陣營間的衝突依舊不可調和，最終爆發更血腥的拿破崙戰爭，改變此後的世界政治走向。

## 历史概述
1791年6月20日，路易十六的出逃失败被捕，加剧了法国人民对外国干涉的担心，也激化了欧洲君主对共和国的敌视。1792年4月20日，法国对奥地利宣战；8月，奥地利与普鲁士联军进逼巴黎，要求恢复路易十六的自由与统治。共和国的生存一度面临危机。但9月20日，临时组织的法军凭借“保卫共和国”的高昂热情，在瓦尔密战役中出人意料的击败了训练有素的普鲁士军队，扭转了不利的战局。
1793年1月21日，法国国民公会以叛国罪为由，处死了路易十六。这一行动激怒了欧洲几乎所有的君主。英国、西班牙、葡萄牙、荷兰、那不勒斯王国，以及德意志和意大利诸邦都加入了反法同盟，共和国再度面临危机。卡诺将军对法國軍制進行重大改革，实行全国普遍徵兵制，成年法国人都加入了军队。军事改革还包括：就地解决补给，多兵种混合编成。战术上的改进包括：使用步兵纵队代替步兵横队，以利于快速机动；大量使用散兵；大规模集中使用炮兵。经过改革的法国军队成了一支足以和欧洲各国职业军队抗衡的大军。法国和反法同盟在各条战线上展开了多年的拉锯战。1797年1月14日，拿破仑·波拿巴指挥法军在里沃利战役赢得了对奥军的决定性胜利，奥地利被迫和谈。法国赢得了对第一次反法同盟的胜利。
1799年，英国，俄罗斯，奥地利，那不勒斯，葡萄牙，和部分德意志邦国再次结成反法同盟。反法同盟在战场上取得了节节胜利，但1800年俄国退出同盟给了法国以喘息之机。远在非洲指挥埃及远征军的拿破仑秘密返回法国，重组政府和军队。1800年6月14日，法军在拿破仑指挥下取得了马伦哥之役的胜利，瓦解了第二次反法同盟。
1802年3月27日，亚眠和约签订，英国和法国也结束了战争状态。法国大革命战争结束，欧洲获得了短暂的和平，但很快就卷入了规模更大的拿破仑战争。

### 脚注
1. ↑   註:

1. ↑  弗朗茨二世此時非神聖羅馬帝國皇帝